# Saint-Donat

Saint-Donat este o comună în departamentul Puy-de-Dôme, Franța. În 1 ianuarie 2022 avea o populație de 198 de locuitori.